# Провулок Якубця (Житомир)
Провулок Якубця — провулок в Богунському районі міста Житомира.

## Характеристики
Розташований на Мальованці, на теренах Закам'янки. Провулок протяжністю 220 м. Бере початок з Чуднівської вулиці, прямує на північний схід, де завершується перехрестям з Радивілівською вулицею.

## Історія
Провулок заснований у 1953 році.
У першій половині ХХ століття територія, де пізніше сформується провулок, переважно вільна від забудови — під садами та городами.
Забудова провулка здійснювалася у 1950 — 1960-х рр.
Перша назва — Гранітний провулок — обумовлена тим, що провулок забудовувався робітниками гранітного кар'єру, що розташовувався в районі нинішньої Закам'янської вулиці. З 1958 року — 1-й Гранітний провулок. З 1975 році має чинну назву.